# Akademie výtvarných umění v Seville

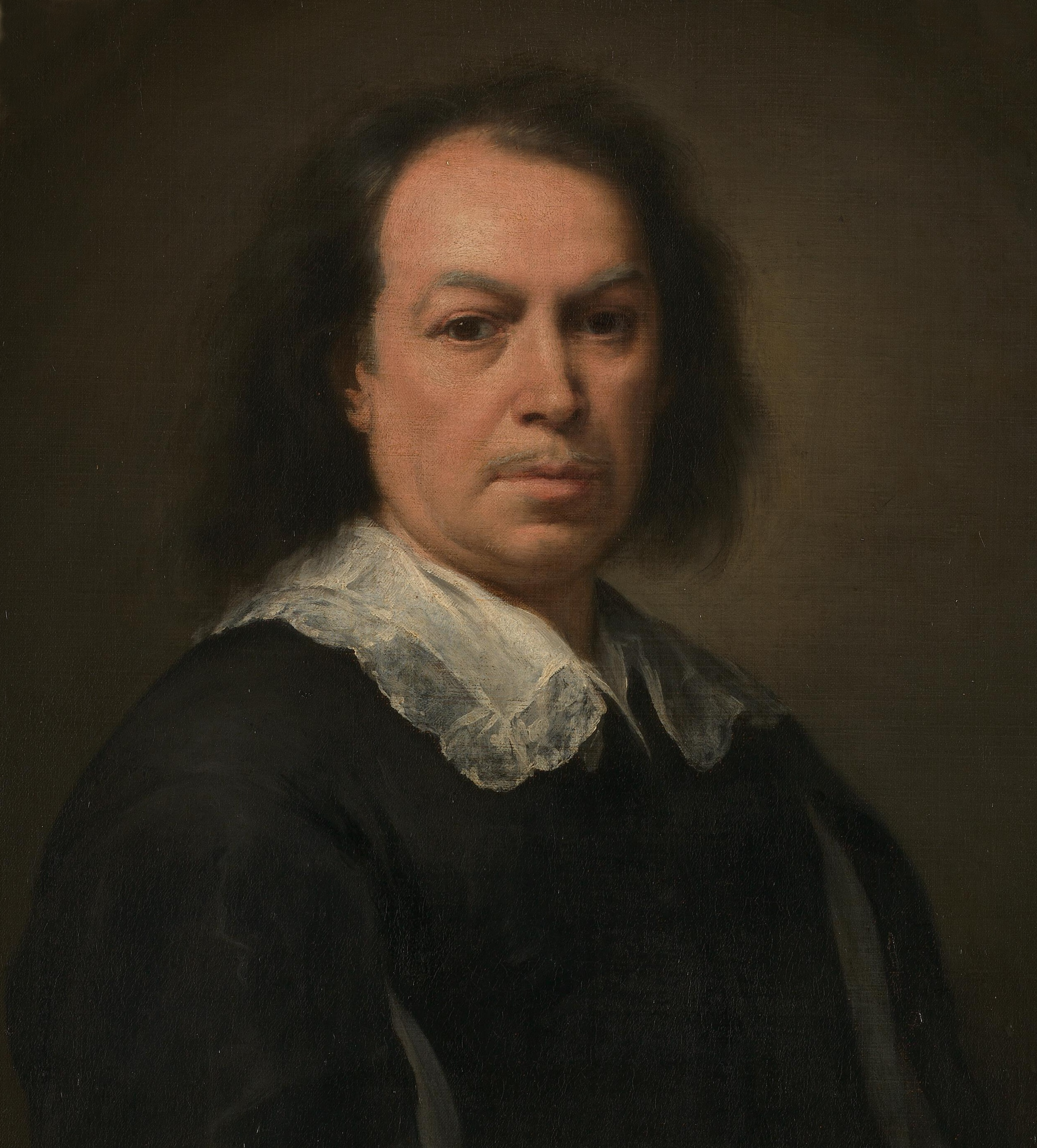
Bartolomé Esteban Murillo, první prezident akademie

Academia de Bellas Artes neboli Akademie výtvarných umění v Seville byla institucí pro výuku studentů různého uměleckého zaměření. Byla založena 1. ledna 1660 za podpory Bartoloméa Estebana Murilla, jejího prvního prezidenta. Murillo také získal podporu Juana de Valdése Leala, druhého prezidenta a mladého Francisca de Herrera. Na založení akademie se podíleli Herrera, Murillo, Valdés Leal, Sebastian Llanos y Valdes, Pedro Honorio de Palencia, Cornelio Schut, Ignacio de Iriarte, Matias de Arteaga, Matias de Carbajal, Antonio de Lejalde, Juan de Arenas, Juan Martinez, Pedro Ramirez, Bernabé de Ayala, Carlos de Negron, Pedro de Medina, Bernardo Arias Maldonado, Diego Diaz, Antonio de Zarzoza, Juan Lopez Carrasco, Pedro de Camprobin, Martin de Atienza nebo Alonso Perez de Herrera.
Povinností prezidentů, kteří se střídali po týdnech, bylo řídit pokrok žáků, řešit pochybnosti a spory, ukládat pokuty a zachovávat pořádek ve škole a také vybírat  nové členy, kteří budou mít právo na hodnost akademika.  Výdaje na modelky, svíčky a jiné položky byly hrazeny měsíčním předplatným šesti reálů, které každý člen zaplatil, zatímco studenti byli volně přijímáni ke studiu po zaplacení jakéhokoli poplatku, který si mohli dovolit. Studenti museli vyznávat ortodoxii tím, že schvalovali Nejsvětější Eucharistii a Neposkvrněné početí Panny Marie. Ve škole byla zakázána konverzace o tématech, které nepatřily k aktivitám školy. Pachatel byl pokutován, pokud  pokračoval v konverzaci na zakázaná témata i po dvojím zazvonění prezidenta. Přísahy, profánní jazyk a trestné činy proti dobrým mravům byly rovněž pokutovány.
V roce  1673 měla akademie 43 členů. Tato sevillská akademie byla předchůdkyní Academia Real de Bellas Artes de San Fernando v Madridu.